# Rachel Skarsten

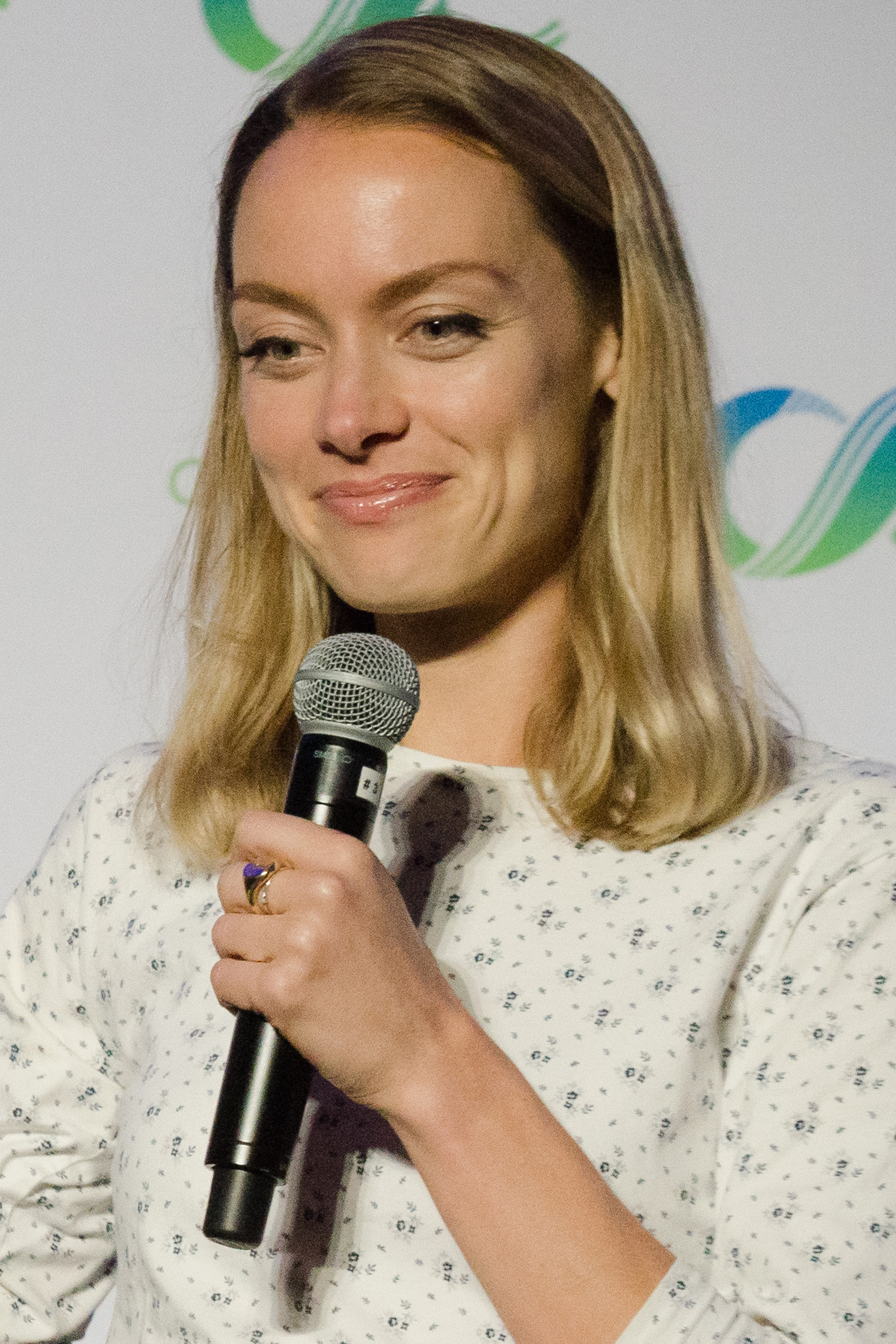
Rachel Skarsten (2018)

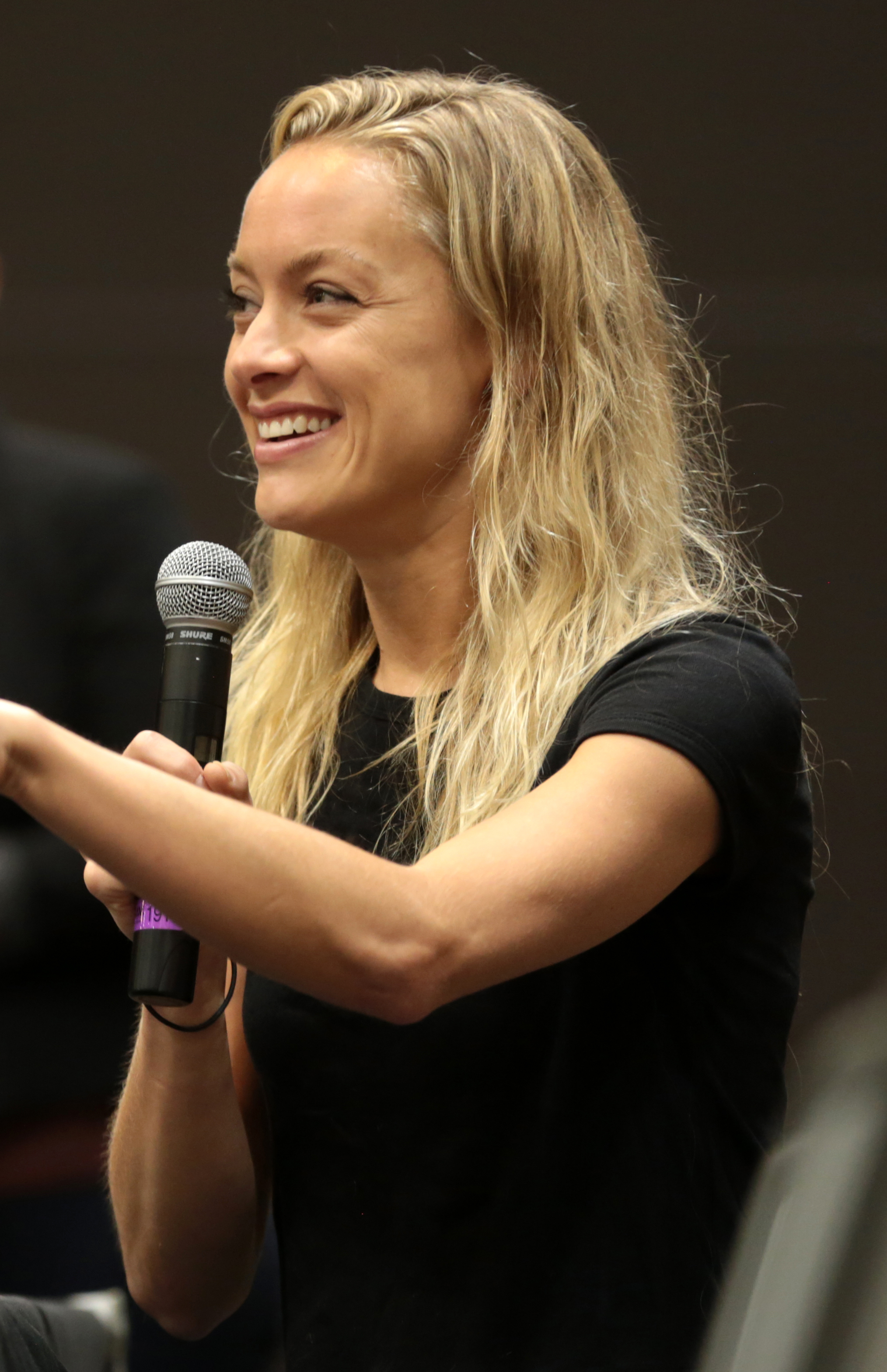
Rachel Skarsten (2017)

Rachel Alice Marie Skarsten (ur. 23 kwietnia 1985 w Toronto) – kanadyjska aktorka, która wystąpiła m.in. w serialach Nastoletnia Maria Stuart, Zagubiona tożsamość i Batwoman.

## Filmografia

### Filmy
| Rok  | Tytuł                      | Rola             | Uwagi    |
| ---- | -------------------------- | ---------------- | -------- |
| 2002 | Virginia                   | Caroline Lofton  |          |
| 2003 | Strach przed ciemnością    | Heather Fontaine |          |
| 2007 | Łowca potworów             | Eve              |          |
| 2007 | American Pie: Bractwo Beta | Sharon           | film DVD |
| 2011 | Servitude                  | Alex             |          |
| 2011 | I że cię nie opuszczę      | Rose             |          |
| 2012 | Two Hands to Mouth         | Leah Whitefield  |          |
| 2014 | In My Dreams               | Jessa            |          |
| 2015 | Fifty Shades of Grey       | Andrea           |          |
| 2017 | Gra o wszystko             | Leah             |          |
| 2018 | Acquainted                 | Claire           |          |
| 2019 | Timeless Love              | Megan            |          |

### Telewizja
| Rok       | Tytuł                            | Rola                      | Uwagi                   |
| --------- | -------------------------------- | ------------------------- | ----------------------- |
| 1998–1999 | Little Men                       | Elizabeth "Bess" Lawrence | gł. rola                |
| 2002–2003 | Ptaki nocy                       | Dinah Lance               | gł. rola                |
| 2005      | Category 7: The End of the World | Lyra Duffy                | Miniserial              |
| 2011      | Punkt krytyczny                  | Natalie Braddock          | 4 odcinki               |
| 2011–2012 | The Listener: Słyszący myśli     | Elyse                     | 3 odc.                  |
| 2012      | The L.A. Complex                 | Roxanne                   | 3 odc.                  |
| 2013–2015 | Zagubiona tożsamość              | Tamsin                    | w gł. obsadzie; 34 odc. |
| 2015–2017 | Nastoletnia Maria Stuart         | Elżbieta I Tudor          | w gł. obsadzie          |
| 2018      | Oszuści                          | Poppy Langmore            | 4 odc.                  |
| 2019–2022 | Batwoman                         | Alice / Beth Kane         | gł. rola                |

Wielokrotnie zdarzało się też, że Rachel Skarsten pojawiała się tylko w jednym odcinku serialu. Tak było m.in. w przypadku Wynonny Earp. Pojawiła się także w szeregu filmów telewizyjnych, np. Weź Tubę na próbę.